# ProCredit Bank Kosovo
Die ProCredit Bank SH.A. ist die zweitgrößte Bank im Kosovo mit Hauptsitz in Pristina. Muttergesellschaft der Gruppe ist die ProCredit Holding AG mit Sitz in Frankfurt am Main. Ende 2023 wies die Bank eine Bilanzsumme von rund 1,09 Mrd. Euro aus.
Die Bank ist Mitglied im 2011 gegründeten Fondi për Sigurimin e Depozitave të Kosovës (FSDK), einem Einlagensicherungsfonds.